# Reuilly – Diderot
Reuilly - Diderot – stacja 1. i 8. linii metra w Paryżu. Stacja znajduje się w  12. dzielnicy Paryża.  Na linii 1 została otwarta 20 sierpnia 1900 r, a na linii 8 - 5 maja 1931.